# Velké Hoštice
Velké Hoštice (en allemand : Groß Hoschütz ; en polonais : Goszczyce Wielkie) est une commune du district d'Opava, dans la région de Moravie-Silésie, en République tchèque. Sa population s'élevait à 1 863 habitants en 2021.

## Géographie
Velké Hoštice se trouve à 3 km à l'ouest du centre de Kravaře, à 6 km à l'est du centre d'Opava, à 25 km au nord-ouest de Brno et à 254 km à l'est de Prague.
La commune est limitée par Oldřišov et Chlebičov au nord, par Kravaře et Štítina à l'est, et par Opava au sud et à l'ouest.

## Histoire
La première mention écrite de la localité date de 1220.

## Patrimoine

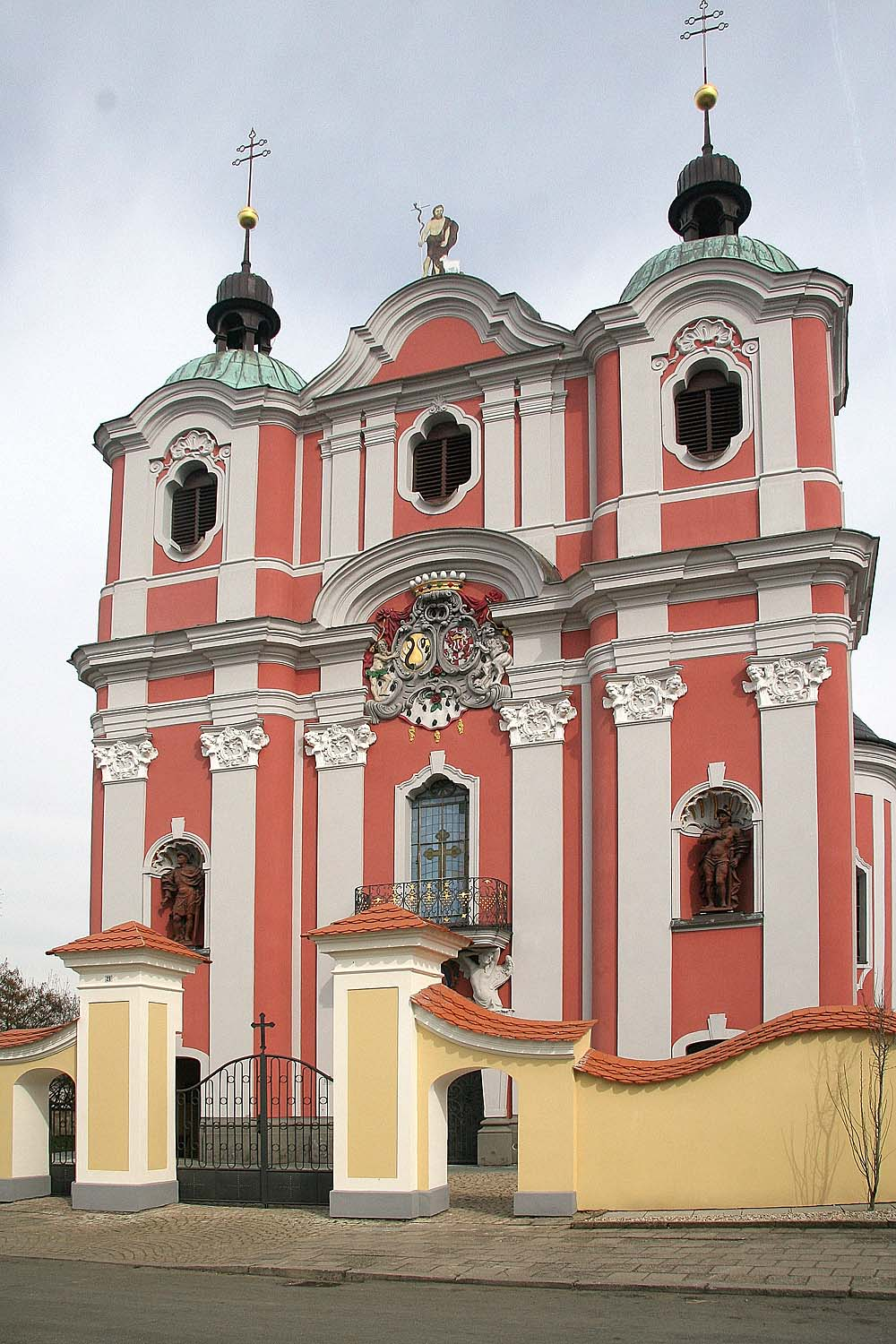
Église Saint-Jean-Baptiste.
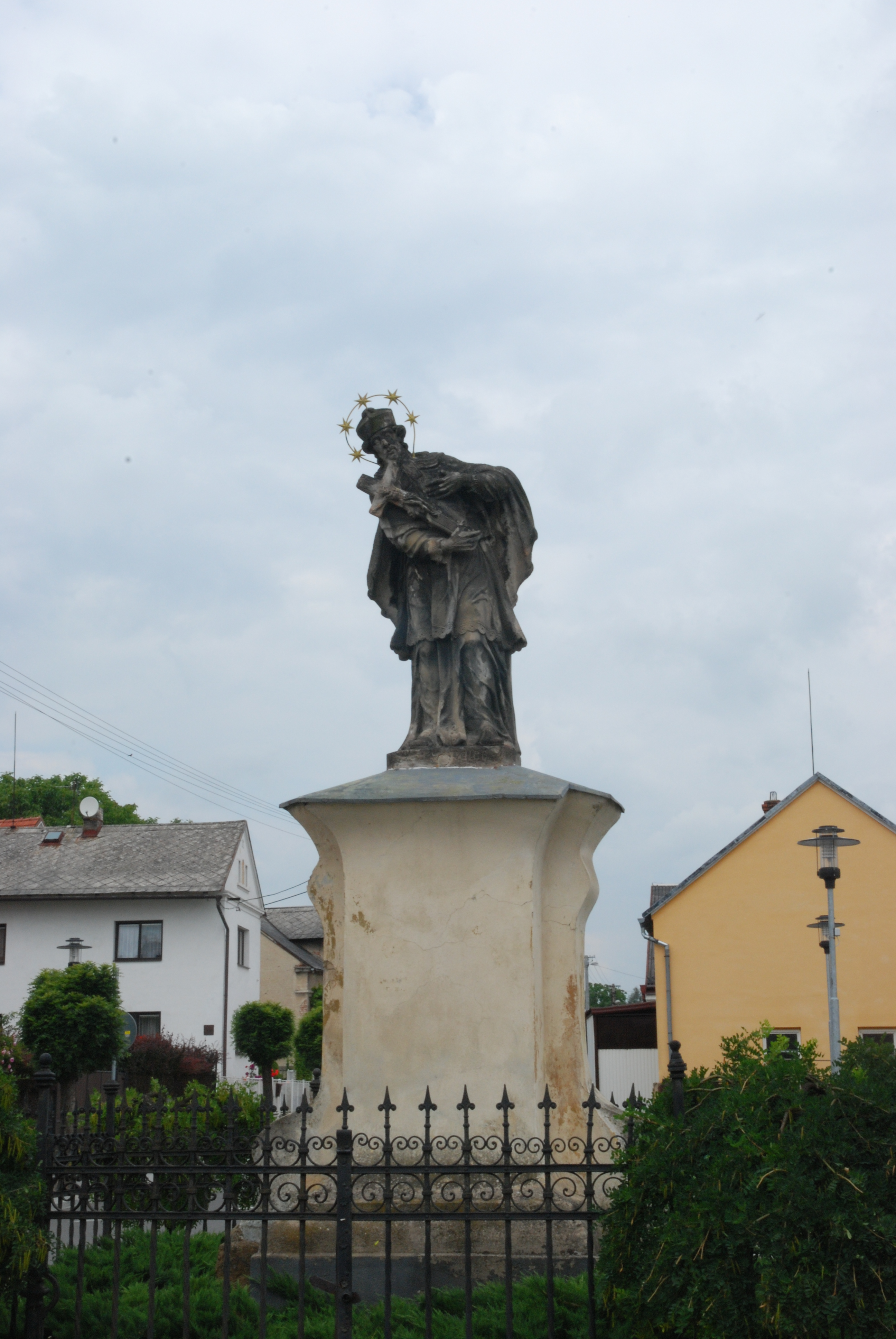
Statue de saint Jean Népomucène.
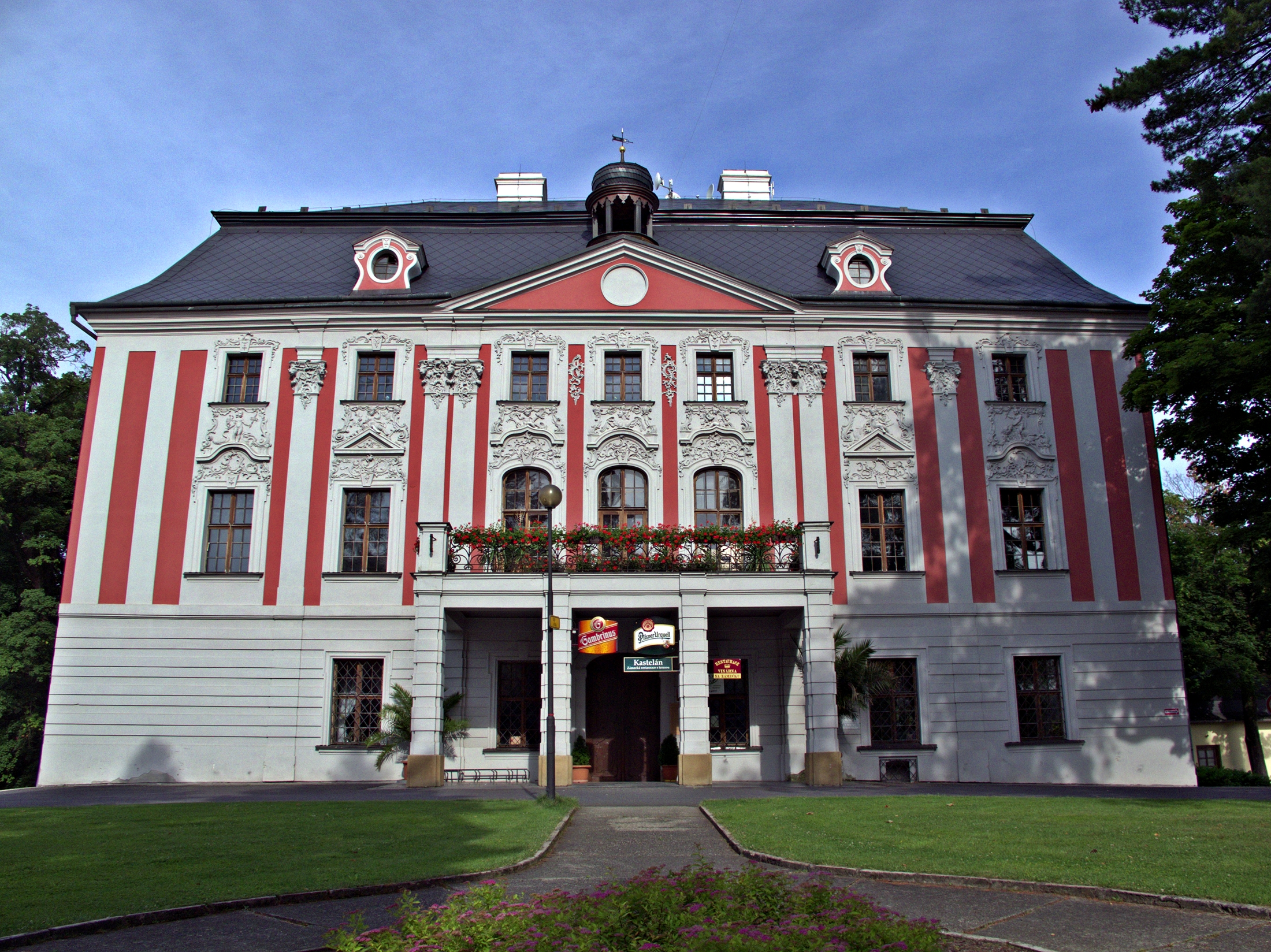
Château de Velké Hoštice.

## Transports
Par la route, Velké Heraltice se trouve à 6 km d'Opava, à 28 km d'Ostrava et à 326 km de Prague.

## Personnalité
- René de Nebesky-Wojkowitz (1923-1959), ethnologue et tibétologue.